# モールディン (サウスカロライナ州)
モールディン（英: Mauldin）は、アメリカ合衆国サウスカロライナ州北西部のグリーンビル郡の都市である。人口は2万4724人（2020年）。グリーンビル・モールディン・イーズリー都市圏の主要都市である。この都市圏は4つの郡で構成される。

## 地理
モールディン市は北緯34度46分51秒 西経82度18分2秒 / 北緯34.78083度 西経82.30056度 (34.823371, -82.590394)に位置している。
アメリカ合衆国国勢調査局に拠れば、市域全面積は8.6平方マイル (22 km2)であり、すべて陸地である。

## 歴史
ベンジャミン・グリフィスが1784年にモールディンと呼ばれることになる土地で最初の土地払い下げを受けた。町のモールディンという名前はサウスカロライナ州副知事W・L・モールディンが1820年にほとんど偶然に名づけることになった。モールディン副知事がグリーンビル・ローレンス・鉄道会社がこの村を通ることに貢献したので、その鉄道駅が「モールディン」と呼ばれた。長い間に地域の全体がモールディンと呼ばれるようになっていた。
南北戦争のとき、モールディン市民の多くが戦うために出て行き、町には事実上人がいなくなった。町が回復したのはそれかおよそ100年後、第二次世界大戦もとっくに終わった1960年に法人化されたときだった。

## 人口動態
以下は2000年の国勢調査による人口統計データである。
| 基礎データ - 人口: 15,224 人 - 世帯数: 6,131 世帯 - 家族数: 4,242 家族 - 人口密度: 681.9人/km2（1,767.1 人/mi2） - 住居数: 6,500 軒 - 住居密度: 291.1軒/km2（754.5軒/mi2） 人種別人口構成 - 白人: 74.25% - アフリカン・アメリカン: 20.82% - ネイティブ・アメリカン: 0.30% - アジア人: 2.24% - 太平洋諸島系: 0.11% - その他の人種: 0.98% - 混血: 1.31% - ヒスパニック・ラテン系: 2.73% | 年齢別人口構成 - 18歳未満: 25.0% - 18-24歳: 8.1% - 25-44歳: 33.5% - 45-64歳: 24.1% - 65歳以上: 9.3% - 年齢の中央値: 35歳 - 性比（女性100人あたり男性の人口） - 総人口: 93.2 - 18歳以上: 91.0 世帯と家族（対世帯数） - 18歳未満の子供がいる: 33.9% - 結婚・同居している夫婦: 55.8% - 未婚・離婚・死別女性が世帯主: 10.4% - 非家族世帯: 30.8% - 単身世帯: 26.0% - 65歳以上の老人1人暮らし: 6.2% - 平均構成人数 - 世帯: 2.46人 - 家族: 2.97人 | 収入と家計 - 収入の中央値 - 世帯: 51,657米ドル - 家族: 61,817米ドル - 性別 - 男性: 41,047米ドル - 女性: 29,985米ドル - 人口1人あたり収入: 24,750米ドル - 貧困線以下 - 対人口: 4.4% - 対家族数: 3.2% - 18歳未満: 6.7% - 65歳以上: 9.2% |

## 経済
スーパーマーケット・チェーンのBI-LOが、モールディンに本社を置いていたことがあった。

## 教育
グリーンビル郡教育学区が市内の公立学校を管轄している。高校はモールディン高校1校である。

## 著名な出身者
- ケビン・ガーネット - NBAバスケットボール選手、ミネソタ・ティンバーウルブズ他、2000年シドニーオリンピックで金メダル、1995年から20年以上NBAプロ
- オーランド・ジョーンズ - 俳優、コメディアン、声優、人気テレビ番組『マッドTV!』のレギュラー